# Bemisia elliptica
Bemisia elliptica là một loài côn trùng cánh nửa trong họ Aleyrodidae, phân họ Aleyrodinae.
Bemisia elliptica được Takahashi miêu tả khoa học đầu tiên năm 1960.